# Joseph Jamin

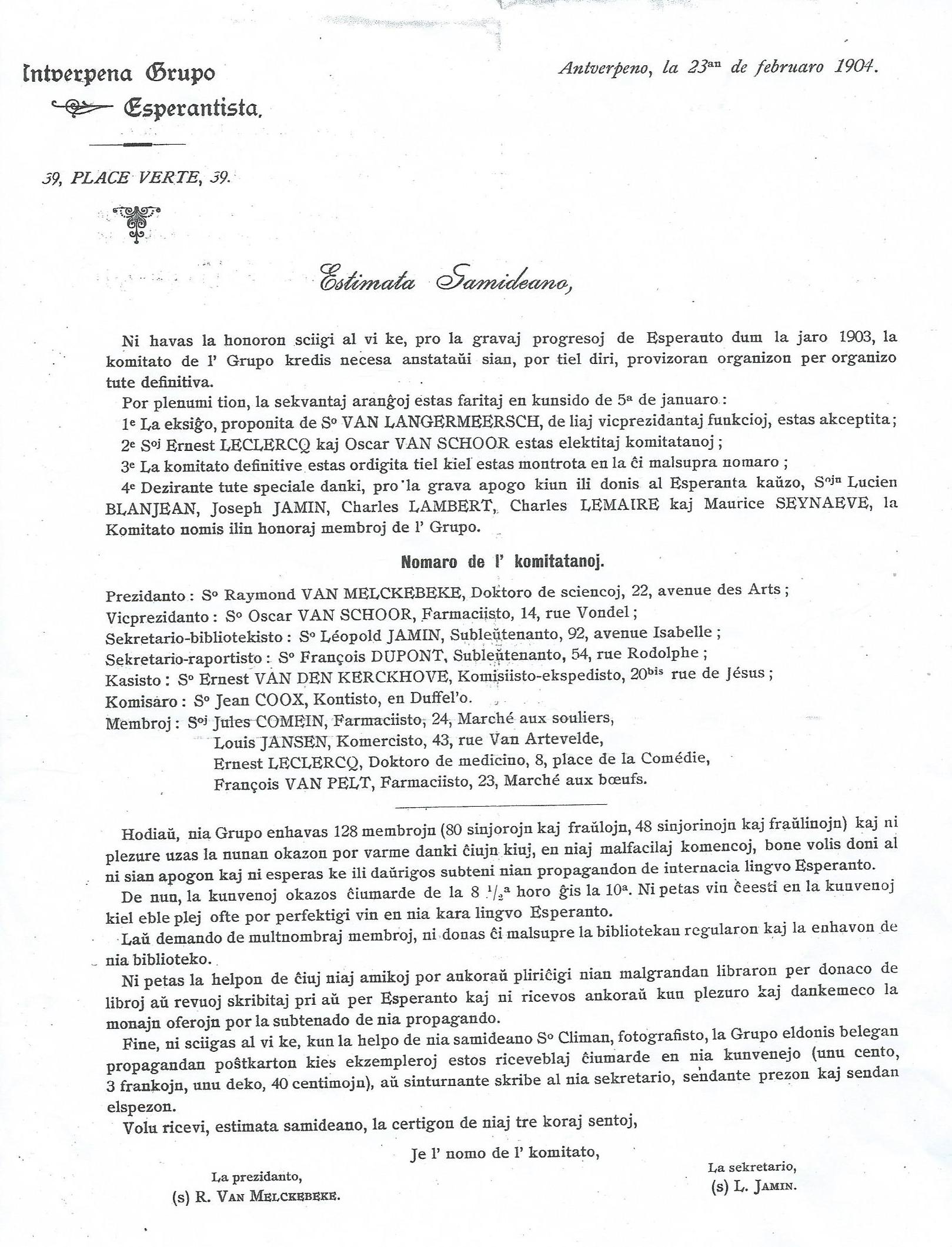
Documento di fondazione del gruppo esperantista di Anversa, nel febbraio 1904

Joseph Jamin (fl. XIX-XX secolo) è stato un esperantista belga.

## Biografia
Dal 1907 Jamin fu membro del Lingva Komitato. Egli partecipò attivamente alla propaganda per l'esperanto e scrisse due opuscoli; negli anni dal 1902 al 1905 fu caporedattore della rivista Belga Sonorilo. Quindi passò all'Ido e nel 1908 propose il Mez-Voion, una sua lingua pianificata.
Nel febbraio del 1904 Jamin fu tra i membri fondatori del gruppo esperantista di Anversa, di cui divenne segretario.